# محمد جمال (لاعب كرة قدم مواليد 1997)
محمد جمال لاعب كرة قدم مصري ، وسبق له اللعب في صفوف نادي وادي دجلة في مركز الظهير الأيسر.

وفي 23 يونيو 2016 تعاقد نادي وادي دجلة رسميًّا معه من نادي الأسيوطي سبورت لمدة 3 سنوات ، وقد تألق مع الأسيوطي سبورت ، بعد انضمامه من نادي كفر صقر ، إضافة إلى تألقه مع منتخب مصر للكرة الشاطئية.

## إحصائيات مشاركاته
آخر تحديث في 18 يوليو 2017

### مع الأندية
| الفريق    | الموسم   | الدوري  | الدوري | الكأس   | الكأس | البطولات القارية | البطولات القارية | الإجمالي | الإجمالي |
| الفريق    | الموسم   | مشاركات | أهداف  | مشاركات | أهداف | مشاركات          | أهداف            | مشاركات  | أهداف    |
| --------- | -------- | ------- | ------ | ------- | ----- | ---------------- | ---------------- | -------- | -------- |
| وادي دجلة | 2016–207 | 3       | 0      | 0       | 0     | —                | —                | 3        | 0        |
| وادي دجلة | الإجمالي | 3       | 0      | 0       | 0     | —                | —                | 3        | 0        |